# Red Bull Bragantino
Il Red Bull Bragantino, noto anche semplicemente come Bragantino e, fino al 2020, come Clube Atlético Bragantino, è una società calcistica brasiliana con sede nella città di Bragança Paulista, nello stato di San Paolo.

## Storia

### La fondazione e i primi anni
L'8 gennaio 1928 gli ex membri del Bragança Futebol Clube fondarono il Clube Atlético Bragantino.
Nel 1949 il club partecipò per la prima volta alla seconda divisione del Campionato Paulista. Nel 1965 il Bragantino venne promosso per la prima volta nella prima divisione del Campionato Paulista. Nel 1966, tuttavia, il club retrocesse nella seconda divisione del Campionato Paulista.
Nel 1988 il Bragantino vinse la seconda divisione del Campionato Paulista. Nel 1989 avvenne il debutto nel Campeonato Brasileiro Série A grazie alla vittoria del Campeonato Brasileiro Série B. Nel 1990 il Bragantino sconfisse il Novorizontino per vincere la prima divisione del Campionato Paulista. La finale è stata soprannominata la finale caipira (final caipira, in lingua portoghese).
Nel 1991 il club fu finalista del Campeonato Brasileiro Série A. In finale, il Bragantino fu sconfitto dal San Paolo. Nel 1992 il club ha partecipato alla Coppa CONMEBOL, facendo così il suo debutto nelle competizioni continentali, bissata con la partecipazione alla Coppa CONMEBOL 1993.  Nel 1995 il club retrocesse nella seconda divisione del Campionato Paulista. Nel 1996 il Bragantino ha partecipato per la terza volta alla Coppa CONMEBOL.
Nel 1998 il club retrocesse nel Campeonato Brasileiro Série B. Nel 2002, al termine di una brutta stagione, la squadra retrocesse nel Campeonato Brasileiro Série C. Nel 2005 il club venne promosso nella prima divisione del Campionato Paulista. Nel 2007, dopo aver vinto il Campeonato Brasileiro Série C 2007 vi è il ritorno nella serie cadetta per il Campeonato Brasileiro Série B 2008.

### Collaborazione con la Red Bull: Red Bull Bragantino
Nell'aprile 2019 il Bragantino ha siglato un accordo con la Red Bull, già proprietaria del Red Bull Brasil, per la gestione di tutte le attività legate al calcio, con l'obiettivo di permettere alla squadra di competere nel massimo campionato brasiliano. 
In virtù di questa collaborazione il club ha cambiato logo e nome (Red Bull Bragantino), adottando altresì i colori sociali bianco e rosso tipici delle società gestite dalla multinazionale austriaca. Nella stagione 2020 ha disputato, quindi, la sua prima stagione nel massimo campionato brasiliano con la nuova proprietà.
È stata inoltre presa in considerazione la possibilità di ristrutturare ed ampliare lo stadio Nabi Abi Chedid.
Durante il suo primo anno in Brasileirão, il club si è qualificato per la Copa Sudamericana concludendo il campionato al decimo posto. L'anno successivo ha raggiunto la finale della suddetta coppa, sconfitto dall'Athletico Paranaense, e in virtù del sesto posto in campionato ha guadagnato l'accesso alla fase a gironi della Copa Libertadores 2022.

## Organico

### Rosa
Aggiornata al 3 luglio 2025.
| N. |                     | Ruolo | Calciatore       |
| -- | ------------------- | ----- | ---------------- |
| 1  | Brasile (bandiera)  | P     | Cleiton          |
| 2  | Uruguay (bandiera)  | D     | Guzmán Rodríguez |
| 3  | Brasile (bandiera)  | D     | Eduardo Santos   |
| 5  | Brasile (bandiera)  | C     | Fabinho          |
| 6  | Brasile (bandiera)  | C     | Gabriel          |
| 7  | Brasile (bandiera)  | C     | Eric Ramires     |
| 8  | Brasile (bandiera)  | A     | Eduardo Sasha    |
| 9  | Paraguay (bandiera) | A     | Isidro Pitta     |
| 10 | Brasile (bandiera)  | C     | Jhon Jhon        |
| 11 | Brasile (bandiera)  | A     | Fernando         |
| 13 | Colombia (bandiera) | D     | Sergio Palacios  |
| 14 | Brasile (bandiera)  | D     | Pedro Henrique   |
| 17 | Brasile (bandiera)  | A     | Vinicinho        |
| 18 | Uruguay (bandiera)  | A     | Thiago Borbas    |
| 21 | Brasile (bandiera)  | C     | Lucas Barbosa    |
| 22 | Brasile (bandiera)  | C     | Gustavo Neves    |

| N. |                     | Ruolo | Calciatore         |
| -- | ------------------- | ----- | ------------------ |
| 24 | Brasile (bandiera)  | P     | Fernando Costa     |
| 29 | Brasile (bandiera)  | D     | Juninho Capixaba   |
| 30 | Colombia (bandiera) | A     | Henry Mosquera     |
| 31 | Brasile (bandiera)  | D     | Guilherme Lopes    |
| 32 | Uruguay (bandiera)  | D     | Agustín Sant'Anna  |
| 33 | Uruguay (bandiera)  | A     | Ignacio Laquintana |
| 34 | Ecuador (bandiera)  | D     | José Hurtado       |
| 35 | Brasile (bandiera)  | C     | Matheus Fernandes  |
| 37 | Brasile (bandiera)  | P     | Fabrício           |
| 40 | Brasile (bandiera)  | P     | Lucão              |
| 45 | Brasile (bandiera)  | D     | Nathan Mendes      |
| 80 | Brasile (bandiera)  | C     | João Neto          |
|    | Brasile (bandiera)  | C     | Bruninho           |
|    | Brasile (bandiera)  | C     | Praxedes           |
|    | Brasile (bandiera)  | C     | Vitinho            |

## Palmarès

### Competizioni nazionali
- Campeonato Brasileiro Série B: 2

1989, 2019
- Campeonato Brasileiro Série C: 1

2007

### Competizioni statali
- Campionato paulista: 1

1990
- Campeonato Paulista Série A2: 1

1965, 1988
- Campeonato Paulista Série B2: 1

1979
- Troféu do Interior

2020

### Altri piazzamenti
- Campionato brasiliano:

Secondo posto: 1991
- Campionato paulista:

Semifinalista: 1989, 2007, 2024
- Coppa Sudamericana:

Finalista: 2021